# Березович, Елена Львовна
Еле́на Льво́вна Березо́вич (род. 2 января 1966) — российский лингвист, доктор филологических наук, профессор РАН (2015), член-корреспондент РАН (2016), профессор Уральского федерального университета.

## Биография
Родилась в семье инженера Льва Ароновича Березовича (род. 1925, Николаев). Выпускница филологического факультета УрГУ (1988). Ученица члена-корреспондента РАН, профессора А. К. Матвеева. С 1986 года работает на кафедре русского языка и общего языкознания УрГУ, сначала лаборантом, учёным секретарём топонимической лаборатории, с 1991 года ведёт преподавательскую работу (ассистент, доцент, с 2001 года — профессор той же кафедры).
В 1992 году защитила кандидатскую диссертацию «Семантические микросистемы в русской топонимии», в 1999 году — докторскую диссертацию «Русская топонимия в этнолингвистическом аспекте». Профессор РАН (2015). 28 октября 2016 года избрана членом-корреспондентом РАН по Отделению историко-филологических наук.
В 2006—2014 годах — по совместительству ведущий научный сотрудник Института русского языка им. В. В. Виноградова РАН. Член экспертного совета ВАК РФ по филологии и искусствоведению (2015—2018).
Принадлежит к Уральской ономастической школе, является организатором Уральской этнолингвистической школы.

## Общественная позиция
В феврале 2022 подписала открытое письмо российских учёных и научных журналистов с осуждением вторжения России на Украину и призывом вывести российские войска с украинской территории.

## Научная деятельность
Е. Л. Березович — специалист в области русской и славянской этнолингвистики, ономастики, диалектной лексикологии, этимологии и семантической реконструкции, автор более 300 научных и научно-методических работ, среди которых шесть монографий (в том числе «Топонимия Русского Севера: Этнолингвистические исследования», «Русская топонимия в этнолингвистическом аспекте», «Язык и традиционная культура: Этнолингвистические исследования», «Русская лексика на общеславянском фоне: Семантико-мотивационная реконструкция»), авторский «Этимологический словарь русского языка для школьников», «Словарь говоров Русского Севера» (в составе авторского коллектива), около 170 статей, опубликованных в научных сборниках и журналах России, Австрии, Польши, Чешской Республики, Болгарии, Сербии, Словении, Белоруссии, Украины, Франции, Америки. Является членом президиума комиссии по этнолингвистике при Международном комитете славистов, членом комиссий по диалектологии и ономастике при МКС.
Е. Л. Березович — руководитель учебно-научного комплекса «Русский ономастикон» (ИРЯ РАН — УрФУ), а также информационного центра «Русская диалектология» (ИРЯ РАН).
После смерти А. К. Матвеева в 2010 году стала главным редактором журнала «Вопросы ономастики», издаваемого ИРЯ РАН и УрФУ. Член авторского коллектива и редколлегии «Словаря говоров Русского Севера». Входит в состав редколлегии журналов «Русская речь» (с 2019) и «Etnolingwistyka» (Польша, Люблин), член редакционных советов журналов «Acta onomastica» (Чешская Республика, Прага), «Onomastica» (Польша, Краков). Член двух специализированных советов по защите докторских диссертаций при Уральском федеральном университете.
С 2001 года — начальник Топонимической экспедиции Уральского университета, участвовала в 45 полевых выездах на Русский Север, Средний Урал, в Западную Сибирь и др.
Выступала с докладами на нескольких десятках международных научных конференций в Екатеринбурге, Москве, Вене, Петрозаводске, Сыктывкаре, Париже, Люблине, Варшаве, Кракове, Праге, Брно, Белграде, Любляне, Охриде, Минске, Киеве, Житомире, и др. Лектор международных научных школ (Варшава, Москва, Переславль-Залесский, Псков).
Под руководством Е. Л. Березович защищено 16 кандидатских диссертаций (Н. В. Галинова, И. В. Родионова, Л. А. Феоктистова, Т. В. Леонтьева, М. А. Еремина, Ю. А. Кривощапова, К. В. Пьянкова, Е. В. Шабалина, О. В. Атрошенко, А. А. Макарова, А. В. Тихомирова, А. А. Едалина, Е. Д. Бондаренко, Е. О. Борисова, О. Д. Сурикова, В. С. Кучко), а также 1 докторская (Т. В. Леонтьева).

## Основные труды
- Березович Е. Л. Русская топонимия в этнолингвистическом аспекте: дис. … д-ра филол. наук / Е. Л. Березович; Урал. гос. ун-т. Екатеринбург, 1998. 461 с.
- Березович Е. Л. Топонимия Русского Севера: Этнолингвистические исследования. — Екатеринбург: Изд-во УрГУ, 1998. — 338 с.
- Березович Е. Л. Русская топонимия в этнолингвистическом аспекте. — Екатеринбург: Изд-во УрГУ, 2000. — 532 с.
- Березович Е. Л. Этимологический словарь русского языка для школьников: Учеб. пособие. — Екатеринбург, 2000.
- Березович Е. Л. Язык и традиционная культура: Этнолингвистические исследования. — М.: Индрик, 2007. — 600 с. — (Традиционная духовная культура славян. Современные исследования). — ISBN 978-5-85759-419-3. (в пер.)
- Березович Е. Л. Русская топонимия в этнолингвистическом аспекте: Пространство и человек. — Изд. 2-е, испр. и доп. — М.: Либроком, 2009. — 328 с. — ISBN 978-5-397-00101-4. (испр. переиздание части монографии 2000 г.).
- Березович Е. Л. Русская топонимия в этнолингвистическом аспекте: Мифопоэтический образ пространства. — Изд. 2-е, испр. и доп. — М.: КомКнига, 2010. — 240 с. — ISBN 978-5-484-01166-7. (испр. и существенно расширенное переиздание части монографии 2000 г.).
- Березович Е. Л., Галинова Н. В. Этимологический словарь русского языка для школьников. 7-11 классы: Учеб. пособие. — М.: АСТ-Пресс Книга, 2011. — 304 с. — (Словари XXI века). — 7000 экз. — ISBN 978-5-462-01015-6. (в пер.)
- Березович Е. Л. Русская лексика на общеславянском фоне: семантико-мотивационная реконструкция. М.: Русский фонд содействия образованию и науке, 2014. 488 с. ISBN 978-5-91244-133-2